# Ctenophryne minor
Ctenophryne minor és una espècie de granota que viu a Colòmbia.